# Клайпедская область
Кла́йпедская область — административно-территориальная единица Литовской ССР, существовавшая в 1950—1953 годах.
Административный центр — город Клайпеда.
Клайпедская область (наряду с 3 другими областями республики) была образована 20 июня 1950 года в ходе эксперимента по введению областного деления внутри союзных республик Прибалтики. Клайпедская область располагалась в западной и северо-западной частях Литвы. Через 3 года эксперимент был признан неудачным и область упразднили (Указом Президиума Верховного Совета СССР от 28 мая 1953 года).
Область делилась на 16 районов:
- Варняйский район
- Клайпедский район
- Кретингский район
- Мажейкский район
- Пагегский район
- Плунгеский район
- Прекульский район
- Ретавский район
- Салантайский район
- Седаский район
- Скаудвильский район
- Скуодасский район
- Таурагский район
- Тельшяйский район
- Шилальский  район
- Шилутский район

## Палеоантропология
В 1950 году близ деревни Кебеляй в разработках гравия была найдена лобная кость черепа, принадлежавшего человеку современного вида. Датируется концом мезолита — началом неолита.